# Наддомінування
Наддомінування — це один із типів взаємодії генів, при якому домінантна алель у гетерозиготі має сильніший фенотипний прояв, ніж у гомозиготі.
Наприклад, взаємини між нормальним S і мутованим s алелями гена, що контролює структуру гемоглобіну у людини. Люди, гомозиготні за цим геном (ss), страждають на важке захворювання крові — серпоподібноклітинну анемію, від якого вони гинуть зазвичай у дитячому віці (еритроцити хворого мають серпоподібну форму і містять гемоглобін, структура якого трохи змінена в результаті мутації). Проте у тропічній Африці й інших районах, де поширена малярія, у популяціях людини постійно присутні всі три генотипи — SS, Ss і ss (20—40% населення гетерозиготи — Ss). Виявилось, що збереження у популяціях людини летальної (смертельної) алелі (s) обумовлено тим, що гетерозиготи (Ss) стійкіші до малярії, ніж гомозиготи з нормальним геном (SS), і, отже, мають перевагою у доборі.
У дрозофіли при генотипі АА нормальна тривалість життя, Аа - подовжена, а аа - летальний випадок.
Приклади численні як у тваринному, так і на рослинному світі. Наддомінування є одним із чинників, що сприяють підтримці збалансованого генетичного поліморфізму в популяціях, тобто співіснування протягом багатьох поколінь у певних співвідношеннях всіх трьох можливих генотипів.

https://web.archive.org/web/20190416201050/http://vseslova.com.ua/